# George Izard
George Izard (Londra, 21 ottobre 1776 – Little Rock, 22 novembre 1828) è stato un politico e militare statunitense, secondo governatore del territorio dell'Arkansas tra il 1825 e il 1828.
Figlio di Ralph Izard (che più tardi sarebbe stato membro del Congresso della confederazione e del Senato), studiò al College of Philadelphia e poi in accademie militari in Gran Bretagna e in Francia, dove studiò ingegneria militare; tornato negli Stati Uniti come tenente del corpo degli artiglieri e degli ingegneri, diresse la costruzione di Fort Pickney, nella Carolina del Sud, e divenne l'aiutante di campo di Alexander Hamilton. Tra il 1800 e il 1801 fu segretario del ministro plenipotenziario statunitense a Lisbona.
Partecipò alla guerra del 1812, nel corso della quale fu promosso prima a generale di brigata e poi a maggior generale; inizialmente secondo di Wade Hamilton, gli succedette nel comando dell'armata che proteggeva il Lago Champlain. In seguito fu di rinforzo all'Armata del Niagara.
Ritiratosi dall'esercito nel 1814, fu nominato dal presidente Monroe governatore del territorio dell'Arkansas il 3 marzo 1825, carica in cui fu riconfermato nel 1828. In questo ruolo creò la prima milizia dello Stato.
Izard morì il 22 novembre 1828 di gotta. La contea di Izard porta il suo nome.